# Kyyvesi

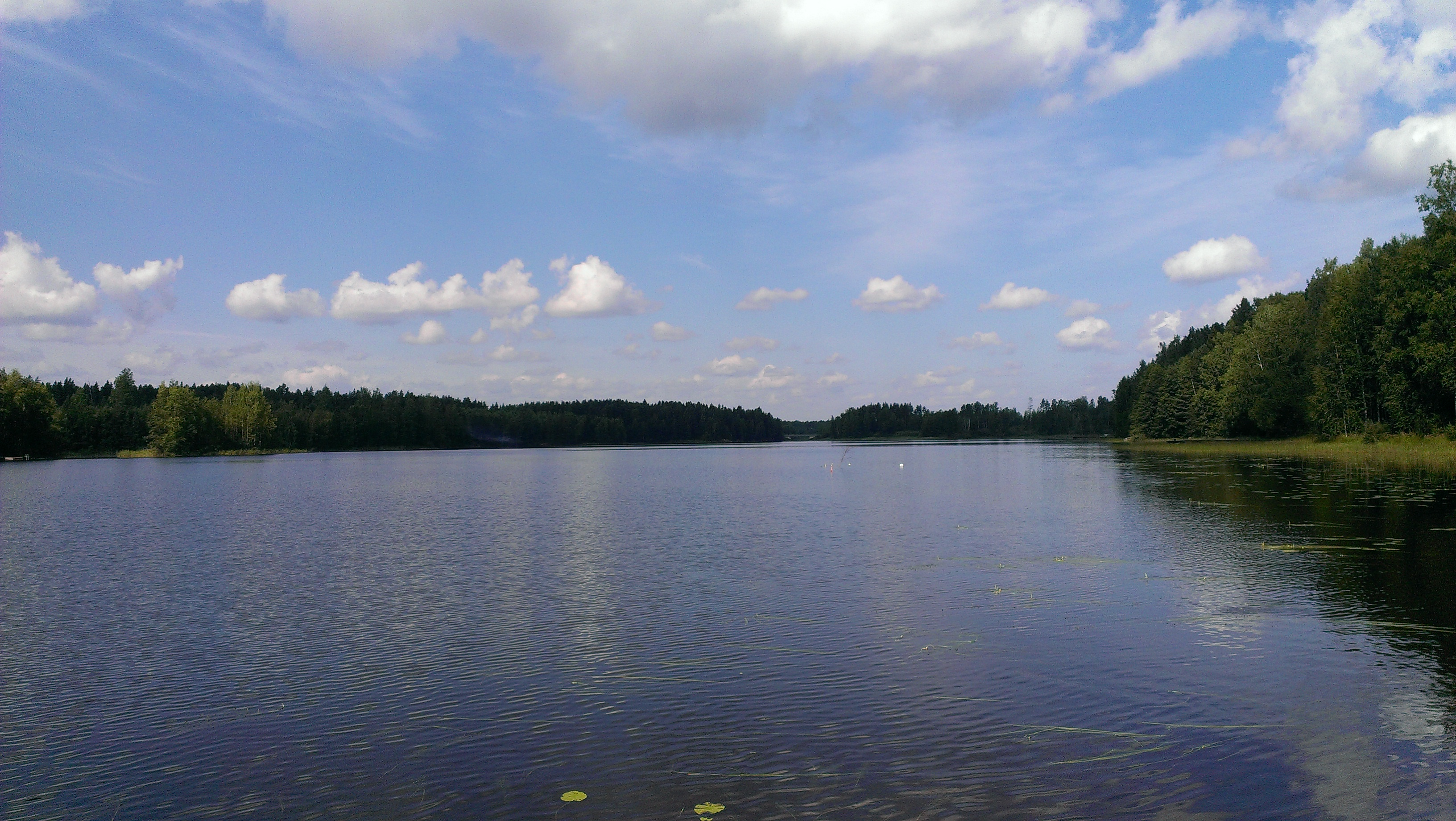
Kyyvesi

Kyyvesi är en sjö i S:t Michels kommun, Finland.
Kyyvesi tillhör Kymmene älvs tillfölde Mäntyharjustråten, och har sitt avlott genom sjön Rauhajärvi och Kyykoski fors i centralsjön Puulavesi. Kyyvesi är 33 kilometer lång och 10 kilometer bred med en areal av 147 kvadratkilometer och belägen 100 meter över havet.